# 墓碑符号

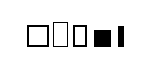
不同类型的证毕符号

墓碑符号∎，在数学中用来表示证明完毕，以取代传统上使用的拉丁文缩写Q.E.D.（意为“证明完毕”）。
该符号在Unicode中的代码为U+220E ∎ 。此外还有其他一些变体，可以是空心或实心的矩形或正方形。
它有时又被称为哈尔莫斯符（halmos），以最早将这一符号用于数学的数学家保罗·哈尔莫斯的名字命名。

## AMS-LaTeX
在AMS-LaTeX中，使用证明环境\begin{proof} ... \end{proof}可自动在证明的结尾加上该符号。同时也可通过\qedsymbol或\qed命令显示此符号。